# Technetium (99mTc) fanolesomab
Il Technetium (99mTc) fanolesomab o più semplicemente fanolesomab, noto con il nome commerciale di NeutroSpec, è un anticorpo monoclonale murino sfruttato in medicina per la sua capacità di legarsi all'antigene CD15 degli esseri umani. Il farmaco era il risultato della biomarcatura dell'anticorpo originario con il radionuclide tecnezio-99m e risulta altamente selettivo nel formare legami con il CD15, tanto da permettere di rilevare popolazioni leucocitarie tipicamente abbondanti nei processi infiammatori, come i neutrofili.
Usato principalmente per diagnosticare l'appendicite acuta, il fanolesomab venne ritirato dal mercato nel dicembre 2005, dopo che la Food and Drug Administration ebbe ricevuto la segnalazione di 17 casi di gravi reazioni avverse all'anticorpo, due delle quali di esito mortale.